# Zombies (film)
Zombies reso graficamente Z-O-M-B-I-E-S è un film per la televisione del 2018 diretto da Paul Hoen. Il film prende spunto da Zombies & Cheerleaders, pellicola del 2012, e vede per protagonisti Milo Manheim e Meg Donnelly nei panni di Zed e Addison. È andato in onda negli Stati Uniti il 16 febbraio e in Italia il 22 settembre 2018 su Disney Channel.
Dal 24 aprile 2018 è disponibile negli Stati Uniti il DVD del film.
Nel febbraio 2019 Disney Channel annuncia un sequel, intitolato Zombies 2, le cui riprese sarebbero iniziate in primavera.
Nel mese di marzo del 2021 viene annunciato un terzo film, Zombies 3.

## Trama
Cinquant'anni prima degli eventi narrati, nella comunità pianificata e conformista di Seabrook, un’esplosione nella centrale elettrica trasformò metà della popolazione in zombie mangia-cervelli. I superstiti costruirono un muro per isolare gli infetti in una zona chiamata Zombietown. Con il tempo, il governo sviluppò i braccialetti Z-Band, in grado di controllare gli impulsi aggressivi degli zombie attraverso impulsi elettromagnetici. Nel presente, per la prima volta, agli studenti zombie viene permesso di frequentare la Seabrook High, dove regnano uniformità, tradizioni e pep rally cioè quegli eventi scolastici tipicamente americani, organizzati per incoraggiare lo spirito di squadra e supportare le squadre sportive della scuola prima di una partita importante. In questo ambiente rigido, Zed, uno studente zombie dotato di grande talento nel football, conosce Addison, una cheerleader promessa del team locale e figlia di Dale, incaricato della sicurezza scolastica, e della sindaca Missy. Zed riesce a emergere come atleta grazie all’intervento della sua amica Eliza, che modifica il suo Z-Band per potenziarlo. Il legame tra Zed e Addison cresce in segreto, noto solo a Eliza e all'amico Bonzo. Tuttavia, Bucky, cugino di Addison, è geloso della popolarità di Zed e cerca di separarli, impedendo ad Addison di vederlo. Quando Zed invita Addison a una festa a Zombietown, i due vivono un momento intimo che viene interrotto bruscamente dalla Zombie Patrol. La relazione tra loro comincia a incontrare ostacoli sempre più duri, soprattutto da parte dei genitori di Addison, ignari che il ragazzo sia uno zombie. Nel frattempo, Bucky scopre la manipolazione dello Z-Band di Zed e ordina alle sue seguaci, Stacey, Tracey e Lacey, di sabotare i braccialetti. Il risultato è il ritorno temporaneo di Zed, Eliza e Bonzo allo stato di "zombie completi", con conseguente intervento della pattuglia. Addison, insieme alla sua amica Bree , inizia a schierarsi pubblicamente in difesa dei compagni zombie, sfidando le regole della comunità. Da qui, nasceranno nuove alleanze, momenti di confronto e spiragli di cambiamento per unire i due mondi.

## Personaggi e interpreti
- Zed, interpretato da Milo Manheim. È uno zombie che desidera di entrare a far parte della scuola di football. Si innamorerà della cheerleader Addison.
- Addison, interpretata da Meg Donnely. Giovane cheerleader che nasconde un segreto. Si innamorerà di Zed.
- Bucky, interpretato da Trevor Tordjman. Cugino molto egocentrico di Addison.
- Eliza, interpretata da Kylee Russell. È una zombie amica di Zed.
- Bree, interpretata da Carla Jeffery. Aspirante cheerleader e migliore amica di Addison.
- Zoey, interpretata da Kingston Foster. La piccolo sorellina di Zed.
- Bonzo, interpretato da James Godfrey. Amico di Zed che parla solo la lingua degli zombie.

## Produzione
Il film è stato registrato a Toronto, in Canada.
La produzione è iniziata nel maggio del 2017.

## Promozione
Il primo trailer ufficiale è stato trasmesso negli Stati Uniti il 27 ottobre 2017 con il video musicale di BAMM. Il 5 gennaio 2018 è stato trasmesso un secondo trailer e il poster ufficiale.
In Italia il primo trailer ufficiale è stato trasmesso il 16 giugno 2018 con il video musicale di BAMM.

## Sequel
Zombies 2 è uscito negli USA il 14 febbraio 2020 direttamente sul canale network Disney Channel.